# Boris Tiščenko
Boris Ivanovič Tiščenko ((RU) Бори́с Ива́нович Ти́щенко; trasl. angl.: Boris Ivanovich Tishchenko; Leningrado, 23 marzo 1939 – San Pietroburgo, 9 dicembre 2010) è stato un compositore e pianista russo e sovietico.

## Biografia
Tiščenko è nato nel 1939 a Leningrado. Dal 1954 al 1957 ha studiato al Conservatorio Statale "N. A. Rimsky-Korsakov" di Leningrado composizione con Galina Ustvol'skaja e pianoforte con Michelis, dal 1957 al 1963 composizione con Vadim Salmanov, Victor Vološinov e Orest Evlachov, e pianoforte con L.Logovinskij, e dal 1962 al 1965 ha frequentato un corso post laurea con Dmitrij Šostakovič. Dal 1965 al 1986 ha lavorato presso lo stesso Conservatorio di Leningrado come docente.
Tiščenko si è sposato tre volte. Dal suo primo matrimonio con la pianista Anastasia Braudo ha avuto un figlio, Dmitrij. La sua seconda moglie è stata la cantante Galina Kuličenko, con cui pure ha avuto un figlio, Vsevolod. Dopo il secondo divorzio, ha sposato l'arpista Irina Donskaja con la quale ha avuto un terzo figlio, Andrej.

## Musica
La sua produzione orchestrale comprende otto sinfonie numerate, nove sinfonie non numerate, due concerti per violino, due concerti per violoncello, un concerto per pianoforte, un concerto per arpa, un concerto per flauto e pianoforte, un concerto per violino e pianoforte, quella cameristica sei quartetti per archi, due sonate per violoncello, undici sonate per pianoforte, e quella vocale un requiem, opere da camera e vocali, l'opera The Stolen Sun, l'operetta A Cockroach. Ampio il lavoro per il teatro con tre balletti The Twelve, Fly-bee e Yaroslavna ( The Eclipse), musiche di scena e per film.
Lo stile musicale e le modalità compositive di Tishchenko lo mostrano come un tipico rappresentante della scuola di Leningrado. Fu molto influenzato dalla musica dei suoi insegnanti Dmitrij Šostakovič e Galina Ustvol'skaja, ma elaborò queste influenze con il suo proprio stile. Utilizzò alcune idee sperimentali e moderniste come la dodecafonia o le tecniche aleatorie, rimanendo però vicino alle tradizioni della sua terra natale. Molto originale è la strumentazione del suo Concerto per violoncello, 48 violoncelli, 12 contrabbassi e percussioni (1969). Dieci anni dopo, però, lo trascrisse per una strumentazione più pratica.
È stato onorato dall'orchestrazione di Šostakovič del suo primo concerto per violoncello e orchestra e ha ripagato il suo maestro con l'orchestrazione, l'editing e la trascrizione di alcune partiture. 
Fra le altre sue opere è ricordato Il Requiem, ispirato al poema proibito di Anna Achmatova, scritto nel 1966. 

## Opere

### Palcoscenico
- Terreno vergine appena arato, musica di scena op.16 (1959)
- I dodici, balletto in quattro atti, op.25 (1963)
- La morte di Puškin, musica drammatica, op.38 (1967)
- Fly-Bee, balletto in un atto, op.39 (1968)
- Il sole rubato, opera in un atto, op.40 (1968) (libretto di Michail Bialik, Z. Korogodsky e B. Tiščenko , sul racconto di Kornej Čukovskij)
- A Cockroach, commedia musicale in un atto, op.41 (1968) (libretto di Z. Korogodskij, dal racconto di Kornej Čukovskij)
- The Choice, musica per A. Arbuzov's Play, op.51 (1972)
- Quello che prende uno schiaffo, musica per l'opera di L. Andreev, op.55 (1973)
- Circus Suite, da quanto sopra, op.55a (1973)
- Jaroslavna (The Eclipse), balletto in tre atti, op.58 (1974)
- Consigli e amore, musica per l'opera di V. Tendrjakov, op.60 (1974)
- A Lark, musiche di scena per l'opera di J. Anouilh, op.62 (1974)
- Rosa Bernd, musica per l'opera di G. Hauptman, op.65 (1975)
- The Children of the Sun, musica per l'opera di M. Gorkij, op.66 (1976)
- An Ignoramus, musica dell'opera teatrale di D. Fonvizin, op.68 (1976)
- I sette segnali di chiamata, op.70 (1977) (musica per i Giochi olimpici del 1980, ma non usata)
- Ivanov, musica dell'opera teatrale di A. Čechov, op.72 (1978)
- Un emigrante da Brisbane, musica per l'opera di G. Šechade, op.73 (1978)
- Richard the Third, musica per l'opera di W. Shakespeare, op.74 (1978)
- A Shore, musica per Yu. Gioco di Bondarev, op.75 (1979)
- Mi scusi, musica per l'opera di V. Astaf'ev, op.78 (1980)
- Continuazione di Don Juan, musica dell'opera teatrale di A.Radzinsky, op.82 (1980)
- Voci, musica per l'opera di A. Salinskij, op.88 (1983)
- Un inverno così lungo, musica per Yu. Il dramma di Voronov, op.89 (1984)
- Luce ma non calore, musica per l'opera di A. Ostrovsky, op.95 (1986)
- Le tre sorelle, musica per l'opera di A. Čechov, op.102 (1987)
- The Dog's Heart, musica per l'opera di Červinsky, op.103 (1988)
- L'evento, musica per l'opera di Nabokov, op.110 (1991)
- George Dandin, Music to Molière's teatrale, op.117 (1993)
- Boris Godunov, musica per la tragedia di A. Puškin, op.126 (1999)
- Duello, musica per la produzione teatrale da A. Čechov, op.134 (2003)

### Musica per film
- Su un pianeta, op.33 (1965)
- Nascita di una nave, op.43 (1969)
- Il molo di quella riva, op.49 (1971)
- La parola su Prince Igor Troop, op.50 (1971) (non pubblicato)
- The Day of Reception on Personal Issues, op.59 (1974)
- I bambini come bambini, op.71 (1978)
- Luce in una finestra, op.79 (1980)
- Sergej Ivanovič è in pensione, op.80 (1980)
- Eppure prima della guerra, op.86 (1982) (non utilizzato)
- Fuochi, op.91 (1984)
- Igor Savovič, op.100 (1986)
- Lost Time, op.107 (1988)

### Orchestrale
- Sinfonie
  - Sinfonia n.1, op.20 (1961)
  - Sinfonia n.2 ( Marina ), op.28 (1964)
  - Sinfonia n.3, op.36 (1966)
  - Sinfonia n.4, con narratore, op.61 (1974)
  - Sinfonia n.5, op.67 (1976)
  - Sinfonia n.6, per soprano, contralto e orchestra sinfonica, op.105 (1988)
  - Sinfonia n.7, op.119 (1994)
  - Sinfonia n.8, op.149 (2008)
  - Sinfonia n.9 (2009, incompiuta)
- Praeludium e Fugue, per orchestra d'archi, op.7 (1957)
- Una sinfonia francese, op.12/116 (1958, rev. 1993)
- Danaide, poema sinfonico, op.24 (1963)
- Ottave, op.26 (1963)
- Palekh, op.34 (1965)
- Sinfonia Robusta, op.46 (1970)
- Praeludium in E, brano sinfonico, op.87 (1983) (Dedicato al giubileo dell'orchestra di Y. Mravinskij)
- The Blockade Chronicle, una sinfonia per grande orchestra , op.92 (1984)
- Concerto Alla Marcia, per sedici solisti, op.106 (1989)
- Beatrice (ciclo coreo-sinfonico, 1998-2005)
  - Dante Symphony n.1 ("Among the living"), op.123 n.1 (1998)
  - Dante Symphony n.2 ("Abbandona la speranza, tutti quelli che entrano qui"), op.123 n.2 (2000)
  - Dante Symphony n.3 ("Inferno"), op.123 n.3 (2001)
  - Dante Symphony n.4 ("Purgatorio"), op.123 n.4 (2003)
  - Dante Symphony n.5 ("Paradise"), op.123 n.5 (2005)
- Una sinfonia di Puškin, op.125 (1998)
- Sonata enorme per orchestra d'archi, op.132 (2002)
- Variazioni su tre temi di Dmitrij Šostakovič per orchestra sinfonica, op.143 (2005)

### Concerti
- Concerto per pianoforte e orchestra, op.21 (1962)
- Concerto per n.1 violino e orchestra, op.29/09 (1958, rev. 1964)
- Concerto per n.2 violino e orchestra, op.84 (1981)
- Concerto per violoncello n.1, per violoncello solo, 17 strumenti a fiato, percussioni e harmonium, op.23 (1963) (orchestrato anche da Dmitrij Šostakovič nel 1969)
- Concerto per violoncello n.2, per violoncello solo, 48 violoncelli, 12 contrabbassi e percussioni, op.44 (1969, trascritto per orchestra nel 1979)
- Concerto per flauto, pianoforte e orchestra d'archi, op.54 (1972)
- Concerto per arpa e orchestra op.69 (1977)
- Concerto per violino, pianoforte e orchestra d'archi, op.144 (2006)

### Pianoforte solo
- Variazioni per pianoforte, op.1 (1956)
- Sonate per pianoforte
  - Sonata per pianoforte n.1, op.3/121 (1957, rev. 1995)
  - Sonata per pianoforte n.2, op.17 (1960)
  - Sonata per pianoforte n.3, op.32 (1965)
  - Sonata per pianoforte n.4, op.53 (1972)
  - Sonata per pianoforte n.5, op.56 (1973)
  - Sonata per pianoforte n.6, op.64 (1976)
  - Sonata per pianoforte n.7, con campane, op.85 (1982)
  - Sonata per pianoforte n.8, op.99 (1986)
  - Sonata per pianoforte n.9, op.114 (1992)
  - Sonata per pianoforte n.10 (Eureka!), op.124 (1997)
  - Sonata per pianoforte n.11, op.151 (2008)
- Suite per pianoforte n.1, op.4 (1957)
- Suite per pianoforte n.2, op.6 (1957)
- Un mulattiere, favola per pianoforte, op.11 (1958)
- Tre enigmi per pianoforte, op.19 (1960)
- Otto ritratti per pianoforte a 4 mani, op.122b (1996)
- Invasion, studio da concerto per pianoforte sul tema di P. Dvoirin, op.131 (2002)
- Muddle, studio da concerto per pianoforte sul tema di P. Dvoirin, op.133 (2003)

### Strumentale
- Sonata per violino n.1, op.5 (1957)
- Sonata per violino n.2, op.63 (1975)
- Sonata per violoncello n.1, op.18 (1960)
- Sonata per violoncello n.2, op.76 (1979)
- Sonata per violoncello n.3, op.136 (2003)
- Rondo per violino e pianoforte, op.2 (1956)
- Dodici invenzioni per organo, op.27 (1964)
- Capriccio per violino e pianoforte, op.31 (1965)
- Due pezzi per percussioni, op.45 (1970)
- Quattro pezzi per tuba, op.94 (1985)
- Dodici ritratti per organo, op.113 (1992)
- Fantasia per violino e pianoforte, op.118 (1994)
- Sonata per flauto dolce (cinque strumenti) e organo op.127 (1999)

### Da camera
- Praeludium e Fugue, per quartetto d'archi (1957)
- Quartetti per archi
  - Quartetto per archi n.1, op.8 (1957)
  - Quartetto per archi n.2, op.13 (1959)
  - Quartetto per archi n.3, op.47 (1970)
  - Quartetto per archi n.4, op.77 (1980)
  - Quartetto per archi n.5, op.90 (1984)
  - Quartetto per archi n.6, op.148 (2007)
- Esercizi nordici, suite per ensemble, op.42 (1968)
- Quintetto per pianoforte e archi, op.93 (1985)
- The Dog's Heart, romanzi per ensemble da camera (da Mikhail Bulgakov, Op.104 (1988)
- Concerto per clarinetto e trio con pianoforte, op.109 (1990)

### Vocale orchestrale
- Lenin è vivo, cantata da Vladimir Majakovskij per coro misto con orchestra op.15 (1959)
- Suzdal, suite per soprano, tenore e orchestra da camera, op.30 (1964)
- Requiem, da Anna Achmatova per soprano, tenore e orchestra sinfonica, op.35 (1966)
- Hard Frost, aria per mezzosoprano e orchestra, op.60a (1974)
- Beatrice, ciclo corale-sinfonico dalla "Divina Commedia" di Dante, op.123 (1997)
- The Run of Time, ciclo vocale su poesie di Anna Achmatova per soprano e orchestra d'archi, op.135b (2003)

### Vocale
- Una cicogna bianca, ciclo vocale per voce media e pianoforte, op.10 (1958)
- Yuaffu, quattro cori per coro a cappella, op.14 n.1 (1959)
- Energia, fuga per coro a cappella, op.14 n.2 (1959)
- La canzone nuziale per coro femminile, op.16a (1959)
- Canzoni tristi, ciclo vocale per soprano e pianoforte, op.22 (1962)
- Tre canzoni ai versi di Marina Cvetaeva per voce media e pianoforte, op.48 (1970)
- Five Songs to Verses di O.Driz per voce media e pianoforte, op.57 (1974)
- La volontà per soprano, arpa e organo, op.96 (1986)
- A mio fratello per soprano, flauto e arpa, op.98 (1986)
- The Garden of Music, cantata per soprano, mezzosoprano, baritono e trio con pianoforte, op.101 (1987)
- The Chelom Wise Men, quartetto vocale-strumentale per violino, soprano, basso e pianoforte op.112 (1991)
- The Devildraft, ciclo per voce media e pianoforte, op.120 (1995)
- Sea Background, tre studi per voce bassa e pianoforte su poesie di A. Tolstoj, op.128 (2000)
- La nostra ora della morte è inevitabile, tre romanzi per voce media e pianoforte su poesie di H.Heine, D.Harms e I.Guberman, op.129 (2001)
- Semplice verità, tre romanze su poesie di S.Maršak, Marina Cvetaeva e G.Špalikov, op.130 (2001)
- The Run of Time, ciclo vocale su poesie di Anna Achmatova per soprano, violino e violoncello, op.135 (2003)
- The Orange, ciclo vocale su poesie di poeti vari per soprano, basso e pianoforte, op.137 (2004)
- Pensieri forti, per solisti e coro a cappella, op.145 (2006)

### Arrangiamenti/Orchestrazioni
- L'Incoronazione di Poppea, orchestrazione dell'opera di C.Monteverdi, op.37 (1967)
- Decifrazione del giapponese Gagaku, op.52 (1972)
- Boris Godunov, orchestrazione per tre cori dalla musica di Prokof'ev per tragedia di Puškin, op.52a (1972)
- Satire, orchestrazione del ciclo vocale di Shostakovich alle parole di S. Chorny, op.81 (1980)
- Versione del Trio per pianoforte e archi n.1 di Dmitrij Šostakovič, op.81 bis (1980)
- Quattro poesie del capitano Lebjadkin, orchestrazione del ciclo vocale di Dmitrij Šostakovič sulle parole di Dostoevskij, op.97 (1986)
- Piccolo paradiso antiformalistico (Rayok), orchestrazione del ciclo vocale di Dmitrij Šostakovič, op.108 (1989)
- Orchestrazione di quattro romanzi di E.Grieg, op.111 (1991)
- Orchestrazione di sette canzoni di G.Mahler, op.115 (1993)
- Cinque romanze su poesie dalla rivista „Crocodile“, orchestrazione del ciclo vocale di Dmitrij Šostakovič, op.138 (2005)
- Musical Escapade, orchestrazione del ciclo vocale di I. Schlein, op.139 (2005)
- Ricostruzione di due parti perdute della sinfonia "Americhe" di I. Schlein, op.139b (2005)
- Lamento, orchestrazione del terzo movimento della Sonata per pianoforte n.29 di Beethoven per arpa e orchestra d'archi, op.140 (2005)
- Ricostruzione dell'inizio della parte IV della Sinfonia n.2 di I. Schlein, op.141 (2005)
- Vocalis Etude, orchestrazione dell'opera di Maurice Ravel, op.142 (2005) (sotto forma di Habanera)